# Monterchi
Monterchi is een gemeente in de Italiaanse provincie Arezzo (regio Toscane) en telt 1844 inwoners (31-12-2004). De oppervlakte bedraagt 28,7 km², de bevolkingsdichtheid is 64 inwoners per km².

## Demografie
Monterchi telt ongeveer 699 huishoudens. Het aantal inwoners daalde in de periode 1991-2001 met 1,7% volgens cijfers uit de tienjaarlijkse volkstellingen van ISTAT.
| Jaar | Inwoneraantal |
| ---- | ------------- |
| 1991 | 1913          |
| 2001 | 1880          |

## Geografie
De gemeente ligt op ongeveer 356 m boven zeeniveau.
Monterchi grenst aan de volgende gemeenten: Anghiari, Arezzo, Citerna (PG), Città di Castello (PG), Monte Santa Maria Tiberina (PG).

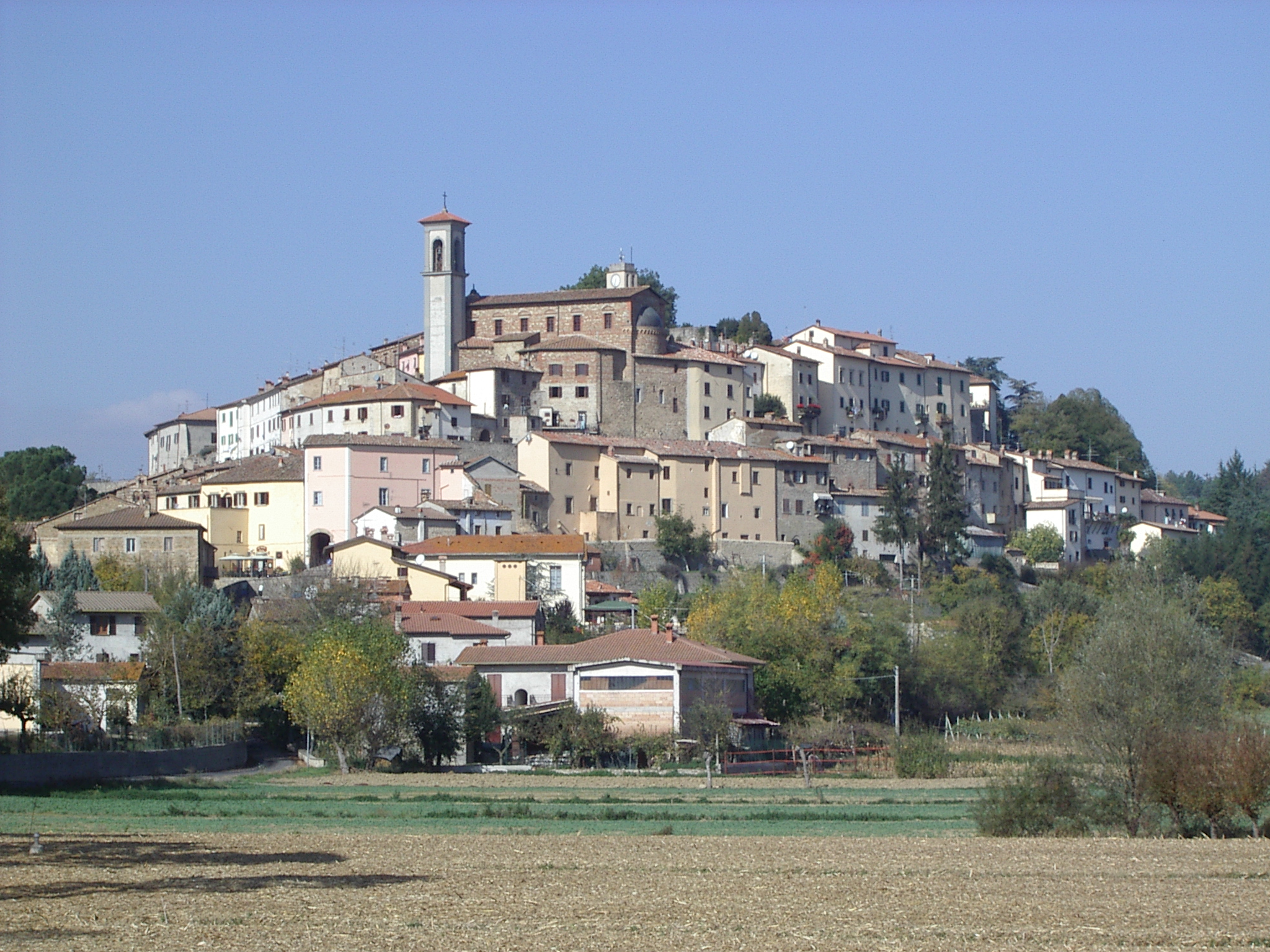
Panorama

Anghiari · Arezzo · Badia Tedalda · Bibbiena · Bucine · Capolona · Caprese Michelangelo · Castel Focognano · Castel San Niccolò · Castelfranco Piandiscò · Castiglion Fibocchi · Castiglion Fiorentino · Cavriglia · Chitignano · Chiusi della Verna · Civitella in Val di Chiana · Cortona · Foiano della Chiana · Laterina · Loro Ciuffenna · Lucignano · Marciano della Chiana · Monte San Savino · Montemignaio · Monterchi · Montevarchi · Ortignano Raggiolo · Pergine Valdarno · Pieve Santo Stefano · Poppi · Pratovecchio Stia · San Giovanni Valdarno · Sansepolcro · Sestino · Subbiano · Talla · Terranuova Bracciolini
1. ↑  https://demo.istat.it/?l=it.